# Adolf Jellinek

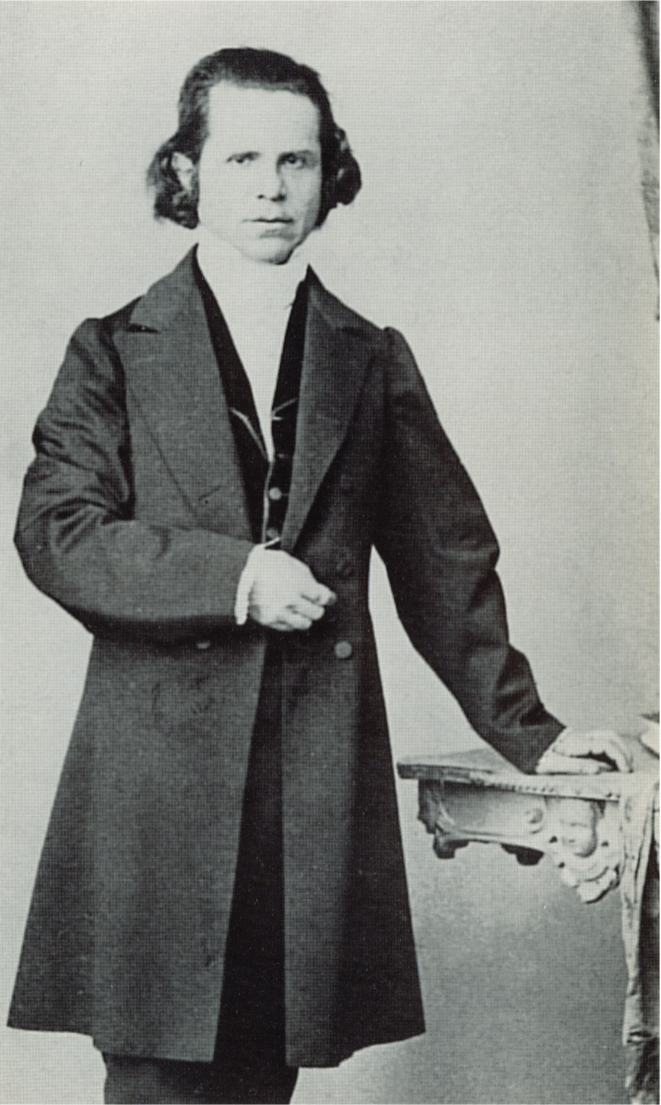
Adolf Jellinek, um 1860

Adolf (Aron) Jellinek (geboren am 29. Oktober 1820 oder 26. Juni 1821 in Drslawitz (tschechisch: Drslavice) bei Ungarisch Brod, Mähren; gestorben am 28. Dezember 1893 in Wien) war ein jüdischer Gelehrter, liberaler Rabbiner und bekannter Prediger in Leipzig und Wien.
Er war ein Anhänger der „Wissenschaft des Judentums“ und verfasste zahlreiche Werke zur jüdischen Religionsphilosophie, insbesondere zur jüdischen Mystik, der Kabbala, zur Religionsgeschichte und zur Midraschliteratur.
Jellinek vertrat sowohl in seinen Predigten wie auch in seiner publizistischen Tätigkeit das sich zur deutschen Kulturnation bekennende emanzipierte, sowohl religiös wie politisch liberale Judentum und setzte sich schon früh gegen den aufkeimenden Antisemitismus zur Wehr.

## Familie und Herkunft
Adolf Jellinek wurde als Aron Jellinek gemäß Geburtsmatrik am 29. Oktober 1820, nach seinen eigenen Angaben am 26. Juni 1821, als ältester von drei Söhnen des Branntweinbrenners Isaak Löw Jellinek (1791/94–1854) und dessen Frau Sara, geborene Back (1799–1826), die aus einer Rabbinerfamilie stammte, im Dorf Derslawitz in der Nähe von Ungarisch Brod in Mähren geboren. Seine beiden jüngeren Brüder waren Herschel, der 1848 mit 26 Jahren hingerichtete Schriftsteller, Journalist und Revolutionär Hermann Jellinek, und Moses, der spätere Ökonom und Gründer der Budapester Straßenbahnen Moritz Jellinek.
Adolf Jellinek war seit 1850 mit Rosalie Bettelheim (1832–1892), der Tochter eines wohlhabenden jüdischen Kaufmanns aus Budapest, verheiratet. Das Paar hatte fünf Kinder. Bekanntheit erlangten ihre drei Söhne, der Staatsrechtslehrer Georg Jellinek, der Kaufmann Emil Jellinek und der Germanist Max Hermann Jellinek. Seine Enkelin Mercédès Jellinek war die Namensgeberin der Automobilmarke Mercedes-Benz.
Jellineks Vater Isaak Löw soll ein Sohn des Bauern Georg Jelinek gewesen sein, ein Angehöriger einer hussitischen „Sionischen“ Sekte, der im späten 18. Jahrhundert zusammen mit seiner Frau Libuscha zum Judentum übergetreten war. Die These von der christlichen Herkunft der Jellineks wurde, so Klaus Kempter in seiner 1998 veröffentlichten Dissertation über die Jellineks, erstmals 1914 von einem tschechischen Autor aufgestellt, von weiteren Autoren übernommen und besonders vom Staats- und Völkerrechtler Walter Jellinek, einem Sohn Georg Jellineks, nach der Machtergreifung der Nationalsozialisten vertreten und findet sich ab 1935 in verschiedenen biographischen Darstellungen. Ein Beweis für die These der christlichen Herkunft der Jellineks existiert laut Kempter nicht, ebenso wenig Anzeichen dafür, dass Adolf Jellinek von einer christlichen Herkunft ausging oder diese gar betont hätte, wie teilweise behauptet wird. Jellineks Enkelsohn, Raoul Fernand Jellinek-Mercedes war allerdings bis kurz vor seinem Selbstmord (1939, angesichts von Repressalien durch die Nationalsozialisten) davon überzeugt, nicht-jüdischer Abstammung zu sein.

## Leben und Wirken

### Kindheit und Ausbildung

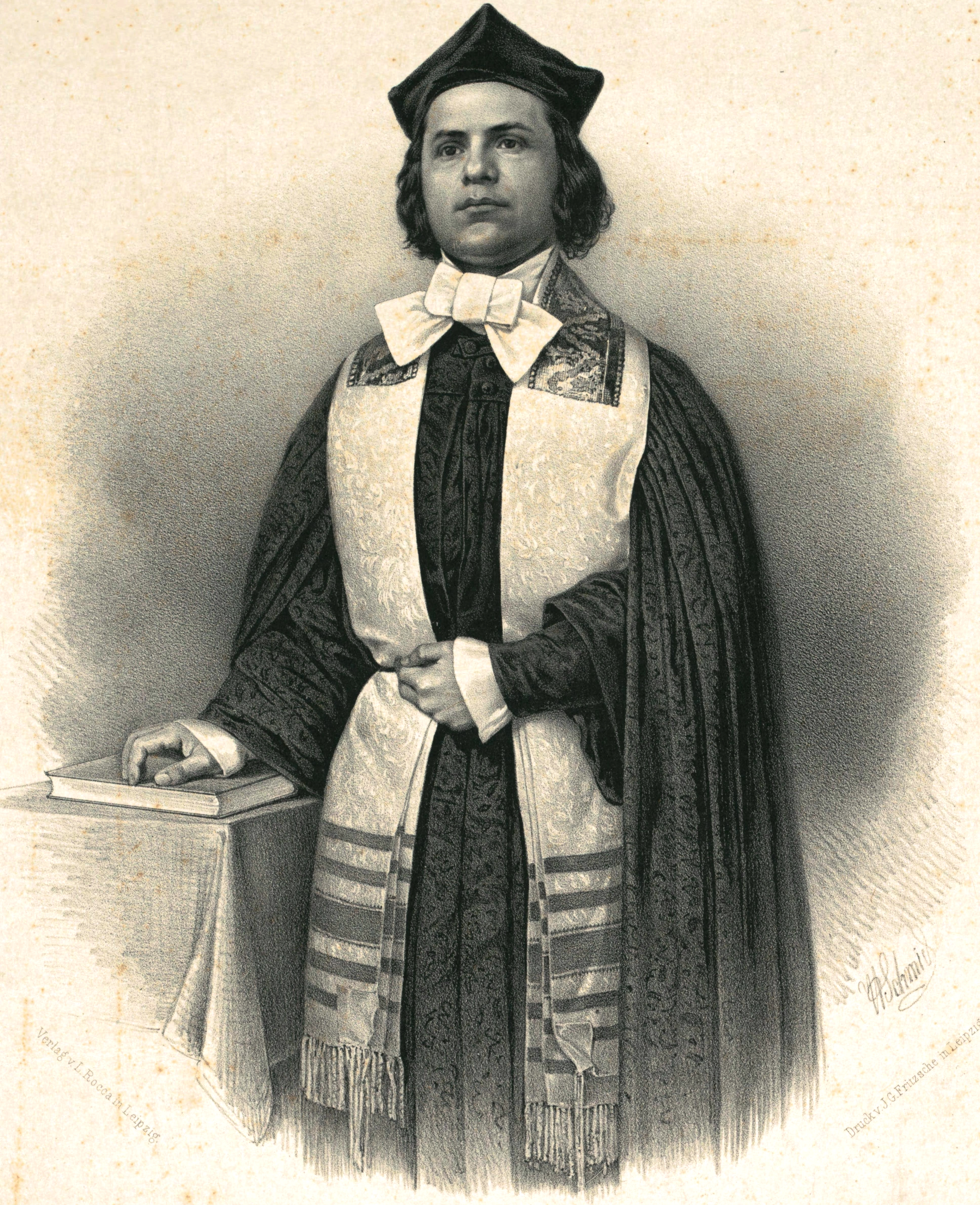
Adolf Jellinek, um 1860

Jellinek, dessen Mutter früh verstarb, wuchs unter der Obhut seiner Großmutter mütterlicherseits in Ungarisch Brod auf. Er erhielt zunächst Privatunterricht und trat mit sechs Jahren in die jüdische Grundschule, den Cheder ein, wo er in jüdischen Fächern unterrichtet wurde, und besuchte daneben die von der jüdischen Gemeinde geführte deutsche Schule, wo die weltlichen Fächer unterrichtet wurden. Er galt als begabtes Kind mit ausgezeichnetem Gedächtnis. Mit dreizehn Jahren wechselte er an die Jeschiwa von Moses Katz Wanefried in Prossnitz, wo er sich neben dem Talmudstudium auch mit modernen Sprachen, besonders Französisch und Italienisch, und jüdischer Literatur befasste. Im August 1838 ging er nach Prag, nahm eine Stelle als Hauslehrer an, bildete sich in privaten Studien – unter anderem an der Jeschiwa bei Eisig Redisch sowie als freier Hörer an der Universität – weiter und eignete sich den Stoff der österreichischen Gymnasien an. Daneben hörte er Ende 1841 als „Rabbinatskandidat“ Vorträge des Prager Oberrabbiners Salomon Juda Rapoport, der einen modern wissenschaftlichen Ansatz des Talmudstudiums vertrat, und Predigten von Michael Sachs, einem gemäßigt reformierten Prediger. 
Ein Studium an der Universität konnte er erst nach Ablegen der Reifeprüfung an der Thomasschule zu Leipzig beginnen, wohin er 1842 übersiedelte. An der Universität Leipzig studierte er bei Julius Fürst, dem einzigen jüdischen Judaisten an einer deutschen Universität, dem Orientalisten Heinrich Leberecht Fleischer und dem Theologen Christian Hermann Weiße Philosophie und Philologie, widmete sich orientalistischen Studien, lernte Arabisch und weitere orientalische Sprachen und befasste sich mit dem Koran. Im April 1849 schloss er sein Studium in Leipzig ab.
Schon 1843 war Jellinek Mitarbeiter der jüdischen Zeitschrift Der Orient geworden, im Mai 1844 wurde er verantwortlicher Redakteur des Leopold Zunz nahestehenden „Sabbath-Blatts für die Belehrung, Erbauung und Unterhaltung jüdischer Leser“. Ins gleiche Jahr fällt auch seine erste bedeutende wissenschaftliche Publikation, die Übersetzung, Erweiterung und Überarbeitung des im Jahr zuvor auf Französisch erschienenen Werkes über die Mystik der Kabbala von Adolphe Franck.

### Tätigkeit als Prediger

#### Leipzig

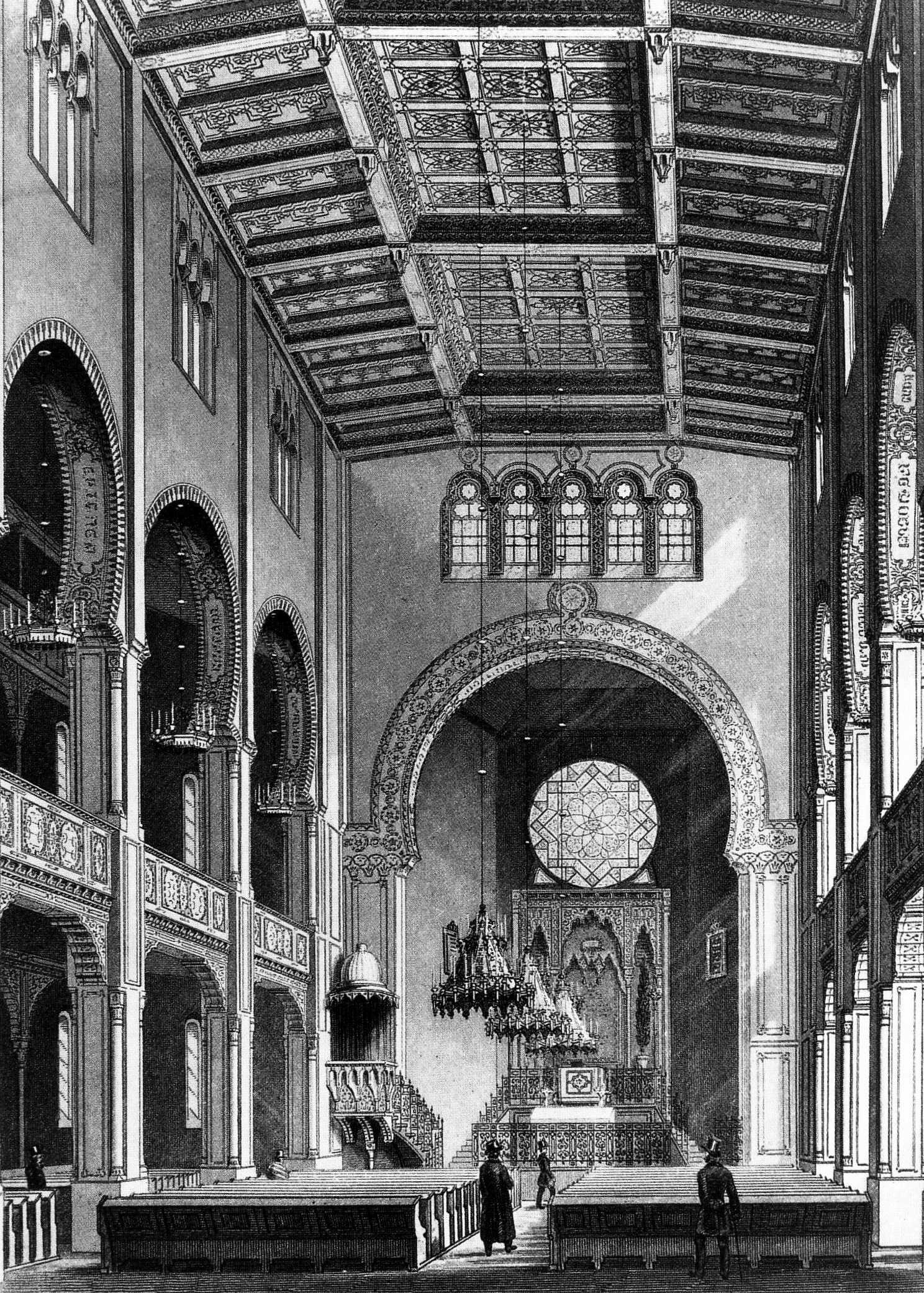
Große Gemeindesynagoge in Leipzig, eingeweiht von Jellinek 1855, zerstört in der sog. „Reichskristallnacht“ 1938

1845 wurde Jellinek, nachdem sich in Leipzig eine israelitische Religionsgemeinde unter dem Schirm des Dresdener Rabbiners Zacharias Frankel gebildet hatte, zum Prediger der Gemeinde gewählt, 1847 wurde er zudem Religionslehrer an der neu gegründeten jüdischen Religionsschule. Jellinek vertrat in Leipzig wie Rabbiner Frankel, der später der erste Direktor des Jüdisch-Theologischen Seminars in Breslau wurde, die sogenannt „historisch-positive Schule“, die Reformen für nötig erachtete, diese jedoch im Gegensatz zu den radikalen Reformern ohne Brüche im Einklang mit der Tradition durchführen wollte.
Im Revolutionsjahr 1848 hatte Jellinek gemeinsam mit christlichen Klerikern einen „Kirchlichen Verein für alle Religionsbekenntnisse“ gegründet, der unter anderem die Gleichstellung der Juden mit den Christen verlangte, und hatte zu gegenseitiger Verständigung und zum Abbau von Vorurteilen aufgerufen. Zwar lehnte er die radikal-revolutionären Ideen seines jüngeren Bruders Hermann ab, doch begrüßte er die Freiheiten, die die Revolution von 1848 gebracht hatten, und identifizierte die Werte des Liberalismus mit denen des Judentums. So schrieb er am 3. Juni, als es aussah, als habe sich die Revolution durchgesetzt: „Jeder Jude ist ein geborener Soldat der Freiheit; seine Religion lehrt ihn, frei sein, gleiches Recht üben, keinem Menschen abgöttische Ehre erweisen, sich der Unterdrückten annehmen; seine Stellung in der Gesellschaft verlangt unerbittlich, daß er das neue System aus allen Kräften aufrecht erhalte.“ Noch Jahre später, in seiner Eulogie auf den 1867 standrechtlich erschossenen Kaiser Maximilian von Mexiko, spielte er auf das Jahr 1848 und auf seinen von einem Militärtribunal hingerichteten Bruder an und forderte in ungewohnter Deutlichkeit die Abschaffung der Todesstrafe für politische Handlungen sowie eine Reform der Gerichtsverfahren.
Jellinek betrachtete sich ganz als Deutscher und war dem 1848 in Leipzig gegründeten, Christen und Juden umfassenden „Verein zur Wahrung der deutschen Interessen an den östlichen Grenzen“ beigetreten, der sich die Unterstützung der Deutschen gegen die vermeintliche Unterdrückung durch die slawische Bevölkerung in den slawischen Ländern zur Aufgabe gemacht hatte. „Die Juden sind Deutsche in Österreich, Böhmen, Ungarn, Galizien, Mähren und Schlesien. In den Ländern, in denen eine Mischung der Sprachen stattfindet, vertreten die Juden die deutsche Sprache, die Trägerin der Kultur, Bildung und Wissenschaft“, war er überzeugt.
Im Mai 1850 heiratete Jellinek die 18-jährige Rosalie Bettelheim, die, dem Wunsch ihres Mannes gemäß, nicht die für Gattinen von Rabbinern übliche Stellung in der Gemeinde einnahm, sondern sich ausschließlich der Familie widmete. Jellineks wichtigste wissenschaftliche Beschäftigung wurde in dieser Zeit die Sammlung und Edition von verstreuten, außerkanonischen Midraschim, Legenden und kleinen Vorträgen, die er ab 1853 unter dem Titel „Bet ha-Midrasch“ publizierte, die ersten vier Bände in Leipzig und zwei weitere in Wien. Im September 1855 wurde der „Neue Israelitische Tempel“, die spätere Große Gemeindesynagoge, dessen Bau er tatkräftig betrieben hatte, von ihm eingeweiht.

#### Wien

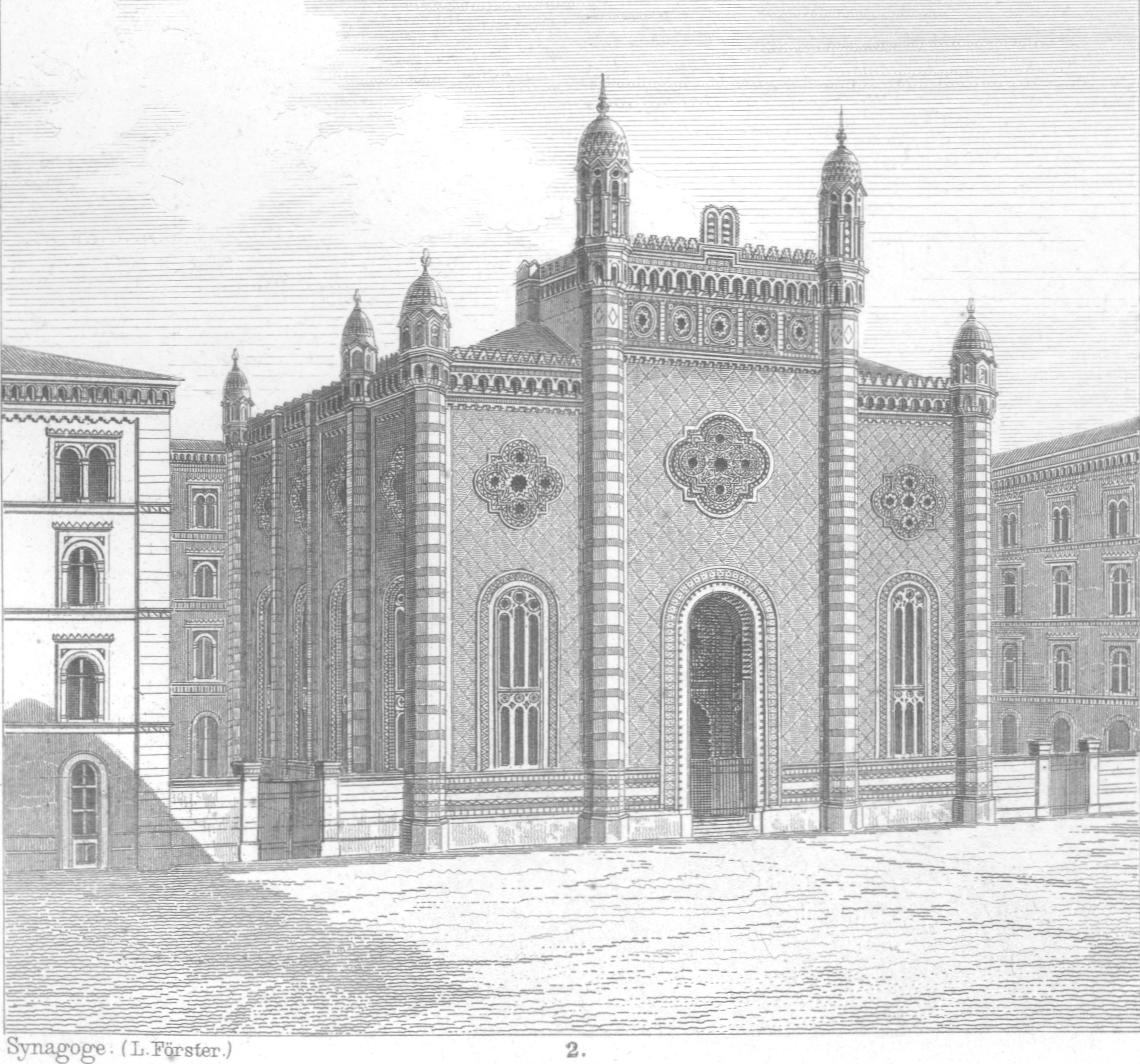
Leopoldstädter Tempel, Wien, 1858 eingeweiht von Jellinek, zerstört in der sog. „Reichskristallnacht“ 1938

1856 war Jellinek als zweiter Prediger neben Isaak Noah Mannheimer nach Wien an den noch in Bau befindlichen Leopoldstädter Tempel gewählt worden, predigte nach seiner Übersiedlung nach Wien im Jahr darauf jedoch vorerst neben Mannheimer am Stadttempel, bis er im Juni 1858 die neue Synagoge in der Leopoldstadt einweihen konnte. In Wien galt in den Gemeindesynagogen der sogenannte „Wiener Minhag“, ein gemäßigt reformierter Gottesdienst. In Übereinstimmung mit Mannheimer bemühte sich Jellinek darum, eine von orthodox jüdischer Seite angestrebte Spaltung zu verhindern und verzichtete deshalb auf den von ihm ursprünglich gewünschten Einbau einer Orgel in der neuen Synagoge, wandte sich jedoch mit scharfen Worten gegen die „sogenannt Orthodoxen“, die mit der klerikal-konservativen Regierung gegen ihre fortschrittlichen Glaubensgenossen paktierten.
In Wien war Jellinek zum Sprecher des jüdischen politischen Liberalismus geworden, seine Beiträge publizierte er in der damals wichtigsten jüdischen Zeitschrift Österreichs, der 1861 gegründeten Wochenzeitung „Die Neuzeit“, deren Leitung er 1882 übernahm. Auf seine Anregung wurde im November 1863 ein jüdisches Lehrhaus gegründet, von ihm „Bet ha-Midrasch“ (deutsch „Haus des Studiums“) benannt, das sich der Erforschung des traditionellen Judentums als Teil der „Wissenschaft des Judentums“ widmete. Im Jahr 1862, als die Juden Österreichs das aktive und passive Wahlrecht erhielten, kandidierte Jellinek für den niederösterreichischen Landtag, verlor jedoch gegen den Wiener Bürgermeister Andreas Zelinka.
Jellinek gehörte zu den ersten Juden Österreichs, die die Gefahr des aufkommenden modernen Antisemitismus richtig einschätzten. „Es wird der Jude wieder in ein Ghetto verwiesen, wo er im Namen der unerbittlichen und unabänderlich schaffenden Natur bleiben muss; es wird seine weltgeschichtliche Bedeutung ein für allemal verdunkelt. Hier, in dieser neuen Judenfrage handelt es sich nicht für den Juden um ein grösseres oder geringeres Mass von politischen Rechten, sondern um den ganzen Menschen, um sein innerstes Wesen, um seine weltgeschichtliche Ehre“, schrieb er bereits 1865. Und in den 1880er Jahren: „Der Antisemitismus ist ein Berliner Produkt, spottbillig, aber sehr schlecht, zusammengesetzt aus dem alten anerzogenen religiösen und nationalen Vorurtheil, aus Racen- und Religionshaß, aus Neid und Mißgunst und aus jenem eigenthümlichen Berliner Ingrediens, das aus Muckerthum, Junkerthum, Metaphysik, Weißbier und Schnaps besteht.“

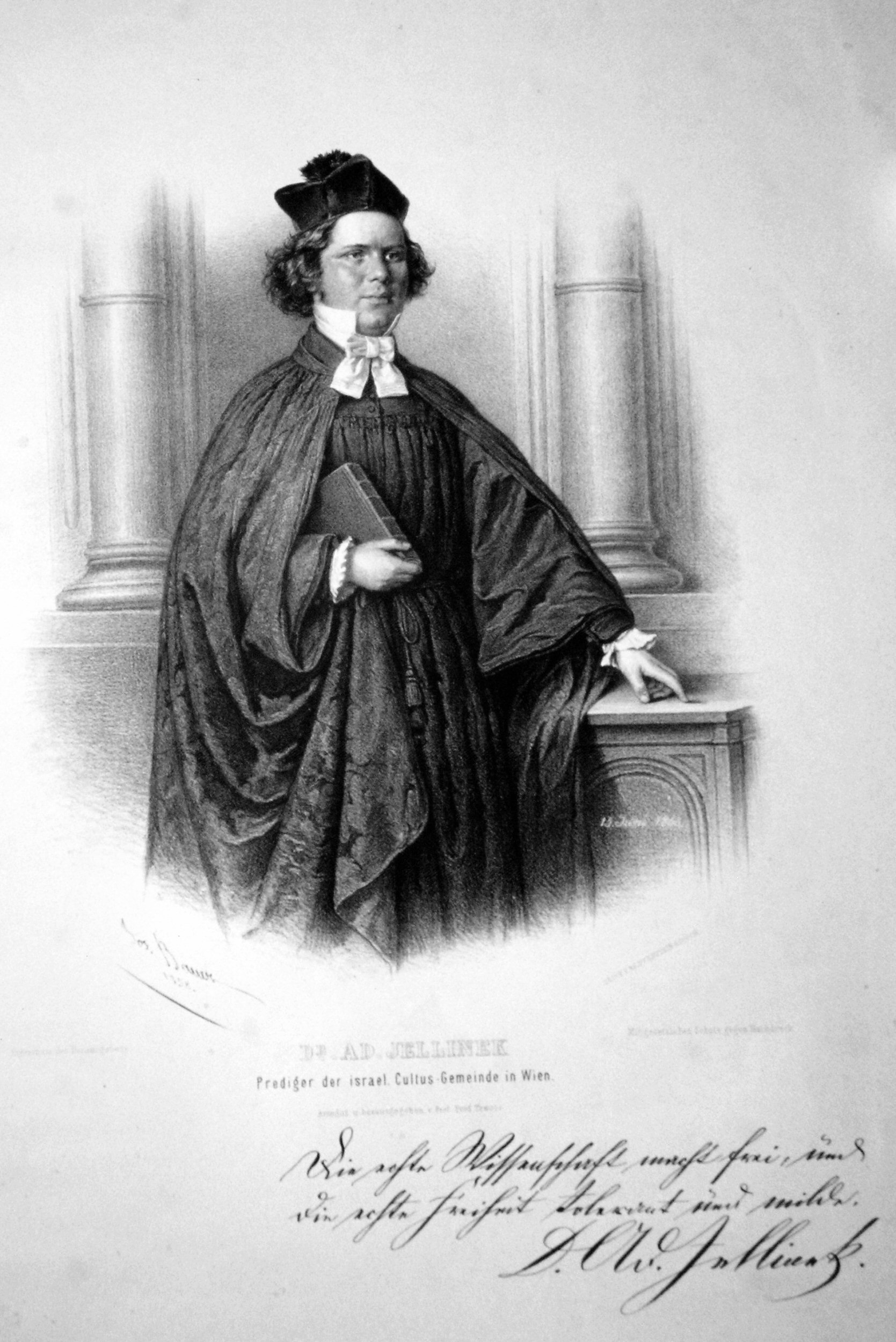
Adolf Jellinek, Lithographie 1858

Dem aufkeimenden jüdischen Nationalismus und den zionistischen Vorstellungen als Antwort auf den Antisemitismus in Russland von Leo Pinsker, der ihn um Unterstützung gebeten hatte, sowie den frühen Wiener Zionisten um Nathan Birnbaum stand er wie die Mehrheit der assimilierten Juden ablehnend gegenüber, hielt er den Zionismus doch für die Bestätigung der antisemitischen These, nach der die jüdischen Bürger in den europäischen Gesellschaften fremde Elemente darstellten. Wie die meisten modernen Juden des 19. Jahrhunderts betrachtete Jellinek die Juden nicht als eine Nation, er sah sie vielmehr als Mitglieder eines Stamms, der sich den umgebenden Völkern und Umständen anpasst. Ihre Bestimmung sei, sich ihrem europäischen Vaterland zu widmen und gleichzeitig die religiösen Ziele des Judentums zu erfüllen. Jellinek war wie Mannheimer vor und Güdemann nach ihm überzeugt davon, dass es die Aufgabe der Juden sei, das Wissen um den einen Gott in der Welt zu verbreiten, was erst durch die Diaspora möglich wurde. Er sah das jüdische Volk als ethnisch-religiöse Einheit, vereint im Glauben an Gott und durch seine Ethik und war, so Marsha Rozenblit, nicht der frühe Vertreter eines jüdischen Nationalismus oder humanistischen Zionismus, als den ihn beispielsweise Alexander Altmann erachtet. „Zion“ sollte seine Rolle im Glauben und in der Zukunftshoffnung der Juden auch weiter beibehalten, aber die Rückkehr der Juden nach Palästina war für Jellinek mit dem Kommen des Messias verknüpft und „Zion“ mehr ein Symbol für die Erlösung der gesamten Menschheit.
Jellinek verstand sich als Repräsentant und geistiger Führer der Gemeinde. Die seelsorgerische Tätigkeit bedeutete ihm dagegen wenig und die Entscheide in religionsgesetzlichen Fragen überließ er den Rabbinern des Wiener Rabbinats. Von konservativer Seite wurde ihm vorgeworfen, er lebe nicht nach den Religionsgesetzen – seine Frau führte keinen koscheren Haushalt – und auch sein Verzicht, an Trauungen den Ehevertrag, die Ketuba, vorzulesen, wie das traditionellerweise üblich war, führte zu Kritik. Er befürwortete eine weniger strikte Regelung für Übertritte zum Judentum und erkannte auch nicht beschnittene jüdische Knaben als Juden an. Im sogenannten „Wiener Kultusstreit“ von 1871/72 blieb Jellinek neutral, obwohl er Neuerungen befürwortete und das streng orthodoxe Judentum für einen Klotz am Bein der fortschrittlichen Juden hielt. Der Streit war ausgebrochen, nachdem die Gemeindeleitung beschlossen hatte, die Neuerungen der Leipziger Synode von 1869 in Wien umzusetzen. Diese Neuerungen, die die Einführung der Orgel und das Streichen jener Gebete, die die Rückkehr der Juden nach Zion und den Opferdienst beinhalten, vorsahen, wurden von den konservativen Kräften bekämpft. Der Streit wurde mit einem Kompromiss beigelegt.

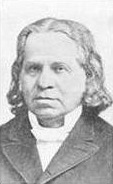
Adolf Jellinek

1865 war Jellinek Nachfolger des verstorbenen Mannheimer im Stadttempel geworden; sein Nachfolger im Leopoldstädter Tempel wurde Moritz Güdemann, der in religiösen Dingen relativ konservativ war und neben dem Predigertitel auch den des Rabbiners trug. Im März 1892 wurde beiden vom Vorstand der Kultusgemeinde der Titel eines Oberrabbiners zugesprochen, Jellinek nannte sich jedoch auch weiter „Prediger“.
Jellinek galt als einer der großen jüdischen Prediger seiner Zeit. Über 200 seiner Predigten wurden veröffentlicht und zum Teil in andere Sprachen übersetzt. Die Predigten wurden von ihm bis ins kleinste Detail vorbereitet, für die Vorbereitung einer Sabbatpredigt soll er drei Tage benötigt haben, wobei er nicht nur den Text auswendig lernte, sondern auch Vortragsweise und Gestik einstudierte. Jellinek begeisterte die Zuhörer mit seiner Rhetorik und seiner Gabe, zahlreiche Midraschim in seine Predigten einzuflechten, die selbst wiederum als Midrasch angesehen werden konnten. Eine seiner berühmtesten Reden hielt er am letzten Tag des Pessachfestes im Jahr 1861, in der er die Geschichte des Auszugs aus Ägypten, der an Pessach gefeiert wird, und das Hohelied, das am Sabbat während Pessach nach aschkenasischem Brauch im Gottesdienst vorgelesen wird, mit der neuen Freiheit der Zeit verknüpfte, da „die Nationen alle … um das Banner der Freiheit und des Friedens sich scharen, und … das Hohelied der Humanität, der völkererlösenden, völkerbefreienden Humanität anstimmen.“

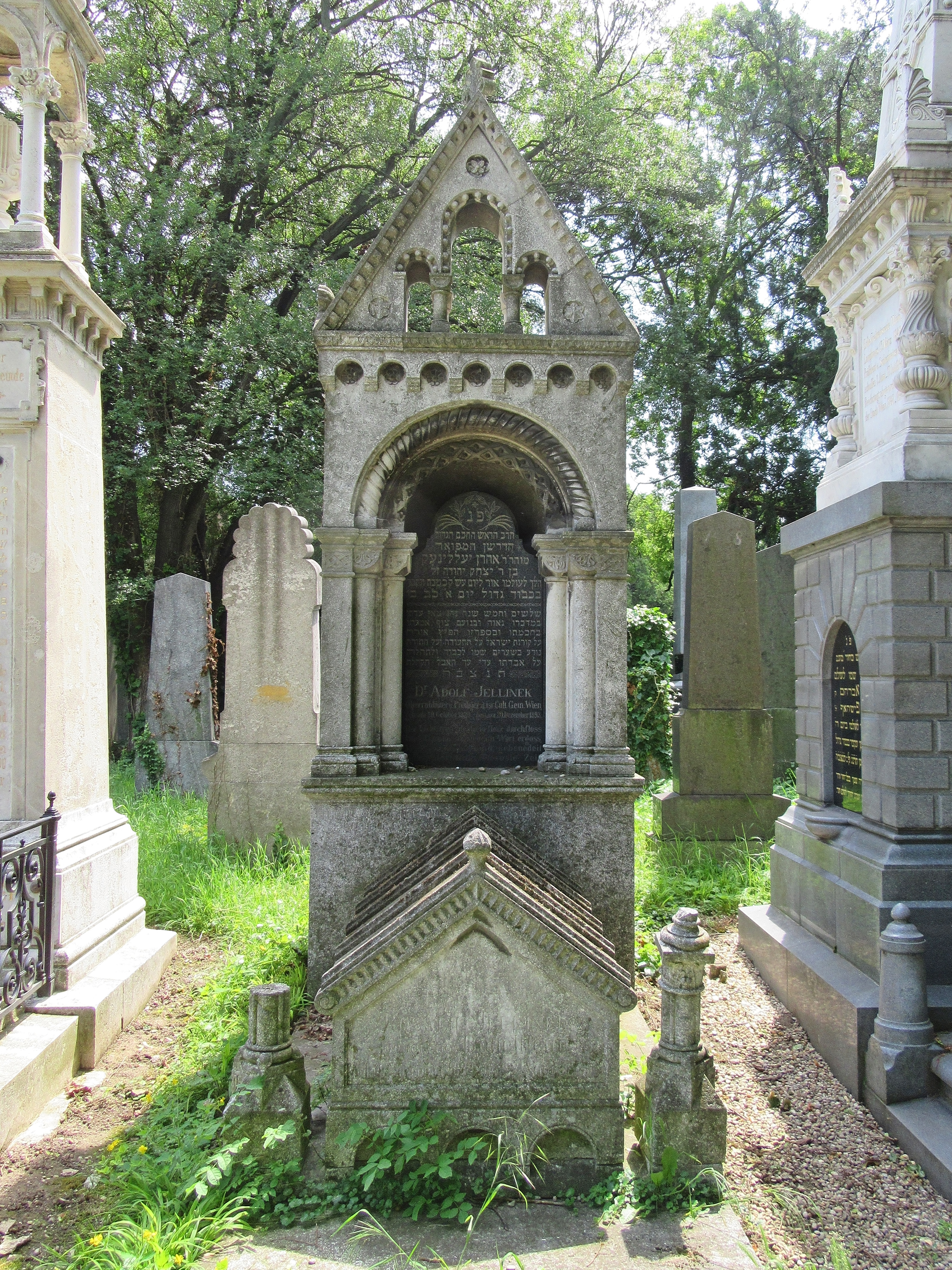
Grab von Adolf Jellinek auf dem Wiener Zentralfriedhof

Von Konservativen wurden Jellineks Predigten als oberflächlich und inhaltslos kritisiert. Ein Nachfolger Jellineks, David Feuchtwang, meinte, „Ästhetik und Pathos“ seien größer gewesen als das „Ethos“, Moritz Güdemann schrieb in seinen bisher unveröffentlichten Memoiren, dass Jellineks Predigten eher „die in der altherkömmlichen talmudischen Lehr- und Lernweise Aufgewachsenen hinriß … als Leute von ästhetischer Bildung“. Auch fehlte seiner Meinung nach sowohl die „wissenschaftliche Durcharbeitung … und konsequente Ausführung eines Gedankens“ wie auch die „richtige Wärme des Gefühls“. Gegenteiliger Ansicht war Adolf Frankl-Grün, der die „tiefe Empfindung, logische Anordnung, Gewandtheit im Ausdrucke, richtiges Urteilsvermögen, ausgedehnte Menschen- und Volkskenntnis, (die) vom jüdischen Geist durchdrungen waren“, lobte. Alexander Altmann, der Mannheimer als die überragende Predigerfigur des 19. Jahrhunderts ansah, bezeichnete Jellinek als den „faszinierendsten Prediger“ seiner Zeit, kreidete seinen Predigten allerdings an, dass sie „des tieferen religiösen Geistes entbehrten“.
Am 22. Dezember 1893 hielt Jellinek seine letzte Predigt. Er starb am 28. Dezember, am darauffolgenden Tag erschien von ihm in der „Neuzeit“ noch ein Leitartikel, in dem er ein letztes Mal das Judentum und die universalistische jüdische Ethik gegen den Antisemitismus der Judenfeinde und ihre Gruppeninteressen verteidigte. Er wurde am 31. Dezember auf dem Wiener Zentralfriedhof in einem Ehrengrab in der Zeremonienallee beigesetzt.

## Mitgliedschaften
Adolf Jellinek war Mitglied der Deutschen Morgenländischen Gesellschaft.

## Werke (Auswahl)
- Sefat Chachamim, oder Erklärung der in den Talmuden etc. vorkommenden persischen und arabischen Wörter. Leipzig 1846, Nachträge 1847.
- Elischa ben Abuja genannt Acher. Zur Erklärung und Kritik der Gutzkow’schen Tragödie „Uriel Acosta“. Leipzig 1847.(online)
- Moses ben Schem-Tob de Leon und sein Verhältniß zum Sohar. Eine historisch-kritische Untersuchung über die Entstehung des Sohar. Leipzig 1851. (Nachdruck: Hildesheim 1988, ISBN 3-487-09051-1) (online)
- Beiträge zur Geschichte der Kabbala. Leipzig, Heft 1, 1852, Heft 2, 1852. Reprint Arno Press, New York 1980, ISBN 0-405-12264-0, Hildesheim 1988, ISBN 3-487-09051-1 (online)
- Auswahl kabbalistischer Mystik, zum Theil nach Handschriften zu Paris und Hamburg, nebst historischen Untersuchungen und Charakteristiken. Leipzig 1853. (Nachdruck: Hildesheim 1988, ISBN 3-487-09051-1) (online)
- Thomas von Aquino in der juedischen Literatur. Leipzig 1853. (online)
- Bet ha-Midrasch. Sammlung kleiner Midraschim und vermischter Abhandlungen aus der ältern jüdischen Literatur. 6 Bände, Leipzig/Wien 1853–1877. (1. Band (1853) online), (2. Band (1853) online), (3. Band (1855) online), (4. Band (1857) online)
- Philosophie und Kabbala. Leipzig 1854.
- Gesammelte Predigten. Drei Bände, Wien 1862–1866.
- Der jüdische Stamm. Ethnographische Studien. Wien 1869. (online)
- Der jüdische Stamm in nichtjüdischen Sprichwörtern. Drei Bände, 1882–1886. (online)
- Mehrere kleinere Publikationen von 1876 bis 1889 zu den frühen Talmudkommentatoren, jüdischen Namen, Haggada, aber auch zu den Pogromen während des ersten Kreuzzugs oder der Disputation von Barcelona 1263.
- Im Vaterhause Lord Beaconsfield. Wien 1881. (online)

### Übersetzungen und Editionen
Übersetzung aus dem Französischen:
- Adolphe Franck: Die Kabbala oder die Religions-Philosophie der Hebräer. Übersetzt, verbessert und vermehrt von Ad.Gelinek. Heinrich Hunger, Leipzig 1844, OCLC 6882509. (online) (Neuausgabe: Weber, Amsterdam 1990, ISBN 90-73063-01-9).

Editionen älterer jüdischer Schriften:
- Bahya ben Joseph ibn Pakuda (11. Jh.): Chowot ha-Lewawot („Pflichten der Herzen“, Original arabisch: Kitāb al-Hidāya ilā Farā'iḍ al-Qulūb), hebräische Übersetzung von Jehuda ibn Tibbon, mit einer Einleitung und Fragmenten der Josef Kimchi’schen Uebersetzung vermehrt von Adolph Jellinek. Leipzig 1846.
- Menachem ben Jehuda de Lonzano (16./17. Jh.): Ma'arik. Enth. Erklärung von Fremdwörtern in den Talmuden, Midraschim und dem Sohar und Mittheilung von Erzählungen, verf. von Menachem de Lonzano. hrsg. von Adolph Jellinek, Leipzig 1853.
- Solomon Alami (14./15. Jh.): Iggeret Musar (Brief über die Moral). R. Salomo Alʻami's Sittenlehren in Form eines Sendschreibens an einen Schüler i. J. 1415 in Portugal geschrieben. hrsg. von Adolph Jellinek, Leipzig 1854.(online)
- Judah Messer Leon (15. Jh.): Sefer ha-halaṣa (Nofet Zufim), R. Jehuda Messer Leon's Rhetorik, nach Aristoteles, Cicero und Quintilian mit besonderer Berücksichtigung auf die Heilige Schrift. Wien 1863.
- Abraham Abulafia (13. Jh.): Sefer ha-Ot. Apokalypse des Pseudo-Propheten und Pseudo-Messias Abraham Abulafia. Jubelschrift zum 70. Geburtstag des Prof. H. Graetz, Breslau 1887.